# Manden (regione)

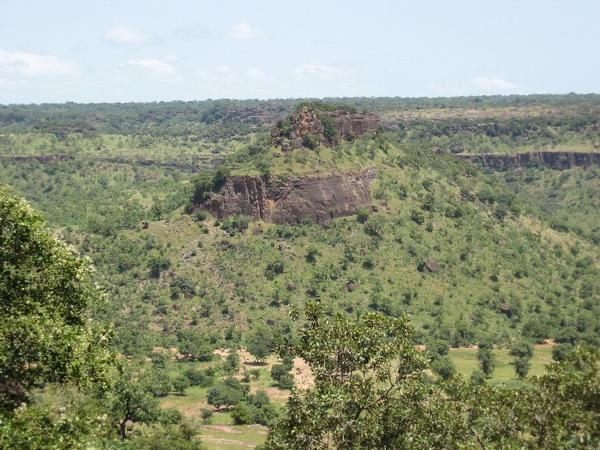
Paesaggio presso Siby (Mali)

Il Manden o Mandé, o ancora Paese Mandingo (in francese: Pays Mandingue, in inglese: Manding region), è una regione storica dell'Africa occidentale, corrispondente all'alto corso del fiume Niger tra gli odierni stati del Mali e della Guinea. In particolare, anche se i confini non possono essere tracciati in modo rigido, la regione corrisponde all'incirca ai circondari di Kangaba e Kita in Mali e alle prefetture di Mandiana e Siguiri in Guinea.
Il Manden è la terra ancestrale dei mandingo, e dal piccolo regno che si sviluppò in quest'area prese origine nel XIII secolo l'Impero del Mali, uno dei più importanti imperi dell'Africa subsahariana.
Tra gli altri gruppi etnici che possono tracciare le loro origini nella regione si possono citare i bambara, i diula, i samo, i khassonké, i dafing, i bobo e i kuranko.

## Etimologia
Secondo quanto riportato da Camara Laye, che trascrisse le parole del griot Babou Condé, il nome “Mandén” significa “figlio del lamantino” (“Man” significa “lamantino” e “den” “bambino” in lingua mandinka).

## Geografia
La regione si trova nell'ecozona afrotropicale, tra la savana sudanese occidentale e il mosaico di foresta e savana della Guinea.
Il clima del Manden è di tipo sudanese: è caratterizzato dall'alternanza delle stagioni: una stagione delle piogge e una stagione secca. È il dominio della savana che si distingue per la vegetazione arbustiva, caratterizzata dalla presenza di erbe alte e gruppi di arbusti, spesso isolati. Le specie botaniche più diffuse sono karité, néré, baobab, tamarindo e kapok.

## Storia

### Periodo preimperiale
In epoca preimperiale il Manden era noto per la ricchezza di selvaggina e per la fitta vegetazione, ed era perciò soprattutto un territorio di caccia per i popoli provenienti da settentrione. Secondo la leggenda, il paese mandingo fu fondato dai due mitici antenati Kontron e Sanin, provenienti da Wagadou, che furono all'origine delle confraternite dei cacciatori Mandinka e Bambara.
I Camara (o Kamara) sono considerati la famiglia più antica ad aver vissuto a Manden, dopo aver lasciato, a causa della siccità, Oualata, una regione di Wagadou, nel sud-est dell'attuale Mauritania. Fondarono il primo villaggio di Manden, Kirikoroni, poi Kirina, Siby e Kita. Il primitivo Manden era composto da dodici province e sembra fosse una confederazione delle principali tribù Malinké: Konaté, Condé, Traoré e Doumbia (detta anche Kourouma).
Hamama è il primo re-cacciatore registrato dalle cronache mandinka. Fu succeduto da Mamadi Kani, che inventò il Sïmbon, o fischietto del cacciatore, e secondo la leggenda entrò in comunicazione con i geni della foresta e della boscaglia. Mamadi Kani estese il regno fino alla regione di Bouré, dove si trovavano giacimenti d'oro, e lo lasciò in eredità ai suoi figli Kanyogo Simbo, Kani Simbo, Kabala Simbo e Kabari Simbo.
Entro la fine del XII secolo i re di Manden abbracciarono l'islam. Moussa Allakoï è descritto come un devoto musulmano che svolse il pellegrinaggio alla Mecca. A lui successe il figlio Naré Maghann, detto "il bello", meglio conosciuto con il nome di Konaté.
A Konaté successe il figlio maggiore Dankaran, ma una profezia sostenne che il trono dovesse andare al figlio minore Sundiata. Dopo l'intronizzazione di Dankaran, Sundiata e sua madre vanno in esilio nella terra di Mema. Durante questo periodo il re di Sosso, Soumaoro Kanté, devastò ciò che restava dell'impero del Ghana e saccheggiò il Manden, provocando la fuga di Dankaran verso Kissidougou. In seguito a ciò, il popolo mandinka si ricordò della profezia e richiamò in patria Sundiata che sconfisse il re dei Sosso liberando il regno.

### Periodo post-imperiale
La storia del Manden dopo la fine dell'impero avvenuta nel 1670 è scarsamente documentata. La forza dominante nella regione fu per un certo periodo l'Impero Bamana, incentrato intorno a Ségou, che esercitò una certa influenza sul Manden, se non propriamente un controllo diretto. Nel 1795 l'esploratore scozzese Mungo Park attraversò la regione, proveniente dal regno bamana di Kaarta e raggiunse il fiume Gambia attraverso la valle del Falémé e il Futa Jalon. Ai Bamana si sostituirono i Toucouleur, che occuparono la regione nel 1853. Negli anni successivi l'impero coloniale francese iniziò a espandersi nella regione, contrastato brevemente dal mandinka Samory Turé che riuscì a creare nella regione uno stato islamico, l'Impero Wassulu. Nel 1883 Turé fu definitivamente sconfitto e il Manden fu incluso nell'Africa Occidentale Francese.
Con la decolonizzazione e l'indipendenza delle ex colonie, il Manden si trovò infine diviso tra la Repubblica di Guinea, che ottenne l'indipendenza nel 1958, e la Repubblica del Mali, indipendente dal 1960.